# Pardosa lawrencei
Pardosa lawrencei là một loài nhện trong họ Lycosidae.
Loài này thuộc chi Pardosa. Pardosa lawrencei được Carl Friedrich Roewer miêu tả năm 1959.